# Галандарлы, Бахши Гасан оглы
Бахши Галандарлы (Калантарлы) (азерб. Baxşı Qələndərli; 20 июля 1903, Ханкенды, Шушинский уезд, Елизаветпольская губерния, Российская империя — 14 сентября 1985, Нахичевань, Нахичеванская АССР, Азербайджанская ССР, СССР) — азербайджанский театральный деятель, актёр и режиссёр. Заслуженный деятель искусств Армянской и Азербайджанской ССР.

## Биография
Окончил Бакинскую театральную школу, где учился с 1926 по 1930 год. С 1930 по 1934 год обучался в Ленинградском институте сценических искусств. С 1934 по 1951 год был главным режиссёром Ереванского государственного азербайджанского театра. В 1939 году удостоен звания Заслуженного деятеля искусств Армянской ССР.

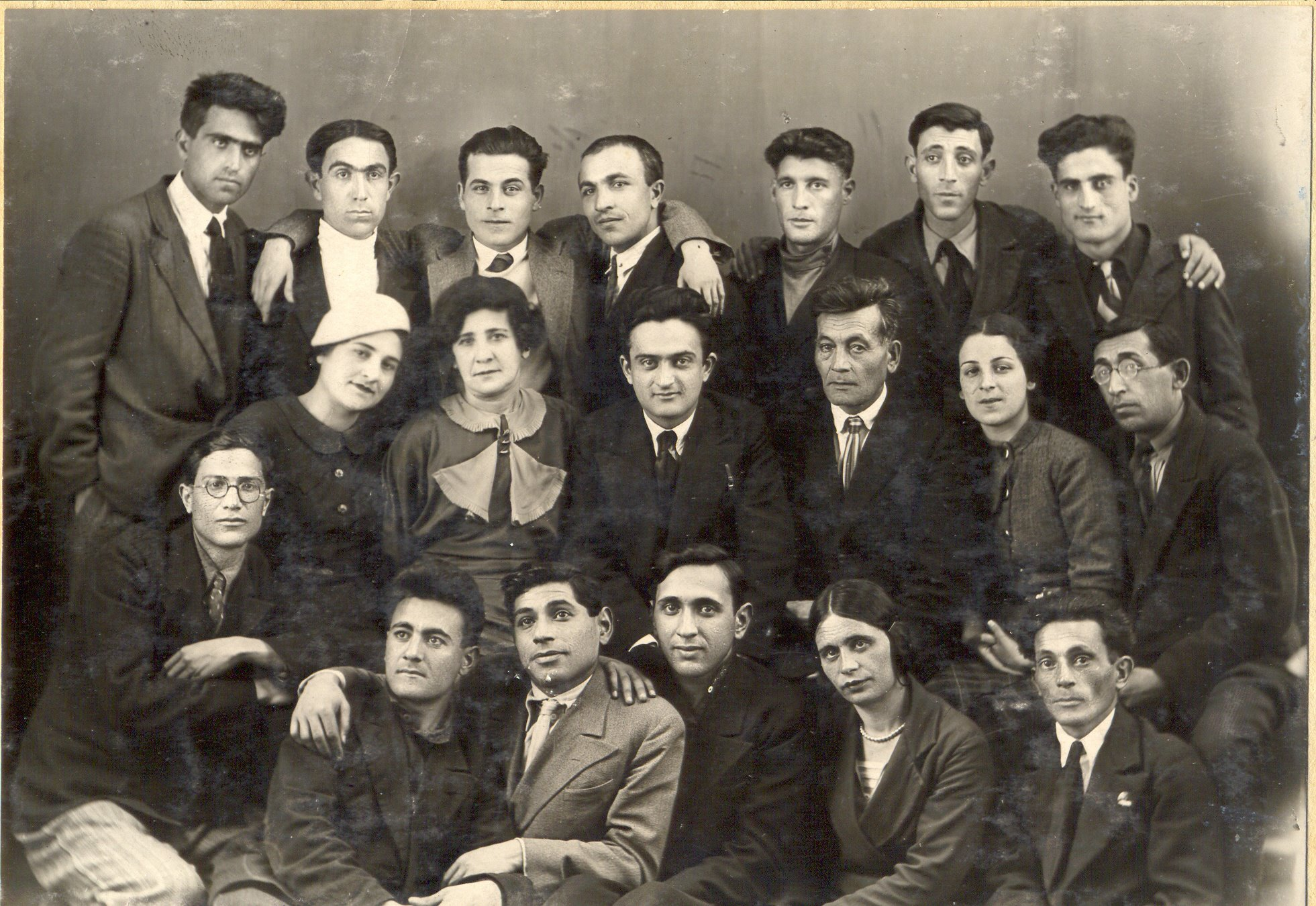
Б. Галандарлы (стоит 2-й слева) в творческом коллективе Ереванского азербайджанского государственного драматического театра им Дж. Джаббарлы

С 1964 по 1982 год с перерывами работал режиссёром-постановщиком, главным режиссёром и главным администратором Нахичеванского драматического театра. Ставил произведения Самеда Вургуна, Джалила Мамедкулизаде, Мирзы Фатали Ахундова, Наджаф-бека Везирова, Сулеймана Сани Ахундова, Ильяса Эфендиева, Александра Ширванзаде, Бориса Лавренёва, Всеволода Иванова, Карло Гольдони, Константина Симонова, Александра Островского, Узеира Гаджибекова, Мамед Саида Ордубади, Саида Рустамова.
О постановке в Нахичеванском театре спектакля «Мехсети» (1964) поэтессы Кямале Агаевой (посвящено Мехсети Гянджеви) театровед Джафар Джафаров пишет:
Опытный режиссёр Бахыш Калантарлы отказался от детального изображения исторической среды, от пышных декораций, ярких костюмов и красочных аксессуаров. Спектакль привлекал простотой режиссёрского почерка, экономностью изобразительных средств. Убедительно показывалась в нём схватка двух мировоззрений, двух философских начал: оптимизма и аскетизма, что соответственно символизируется образами Мечети и Харабата.

## Награды и признание
- два ордена «Знак Почёта»[3]
- Заслуженный деятель искусств Армянской ССР
- Заслуженный деятель искусств Азербайджанской ССР (04.10.1974)[3]